# Xã Rosemeade, Quận Ransom, Bắc Dakota
Xã Rosemeade (tiếng Anh: Rosemeade Township) là một xã thuộc quận Ransom, tiểu bang Bắc Dakota, Hoa Kỳ. Năm 2010, dân số của xã này là 39 người.